# Caixer automàtic

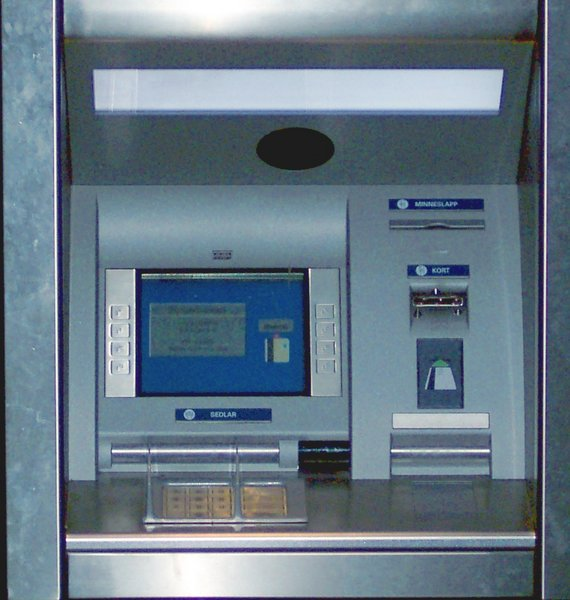
Caixer automàtic

Un caixer automàtic és una màquina expenedora utilitzada per a extreure diners utilitzant una targeta magnètica (targeta de crèdit per exemple) —i en algun cas és possible sense targeta i mitjançant les dades d'accés a la banca en línia—, sense necessitat de personal del banc.
Solen tenir una petita impressora matricial o tèrmica per imprimir els resguards de l'operació i les llibretes d'estalvis.
Una llista d'operacions possibles seria:
- Actualització de la llibreta d'estalvis.
- Obtenció de contrasenyes oblidades de banca en línia o telefònica.
- Compra d'entrades.
- Recàrrega de targeta telefònica o títol de transport.
- Recàrrega de targeta moneder.
- Ingrés de diners en el compte —directament o mitjançant un sobre, normalment proporcionat pel mateix caixer, en què introdueix el diner en metàl·lic o un xec.
- Recàrrega del telèfon mòbil amb targeta de prepagament.
- Obtenció del llistat de l'ús del bo transport.
- Enviar remeses de diners a l'estranger.
- Retirada de diners en efectiu del compte bancari o de la targeta de crèdit.

L'ús del caixer automàtic suposa un estalvi per al banc, perquè estalvia en personal que no ha d'atendre els clients per oferir serveis bàsics. Per aquest motiu, molta gent veu abusiu que els bancs cobrin una quota anual per la targeta del caixer.

## Tipus
Els caixers automàtics varien depenent de la necessitat de cada banc. Principalment es divideixen en dos tipus: Full i Cash
Els caixers automàtics Full són aquells que permeten extreure diners com així també realitzar dipòsits (mitjançant sobres comunament). Aquests caixers solen estar dins dels bancs ja sigui sol o amb algun/s més que pot/n ser Full o Cash, però aquest sol ser el caixer principal de la sucursal.
Els caixers automàtics Cash no permeten l'opció de dipòsit i solen ser caixers secundaris en sucursals (acompanyats per un Full) o el que es diu Caixer extrabancari, com els que es poden veure a Supermercats, estacions de servei, etc.